# Gimnázium
A gimnázium (egyes országokban líceum) olyan, középfokú oktatási intézménytípus, mely általános képzést nyújt, és a képzés érettségi vizsgával zárul. Még a rendszerváltás előtt az érettségizettek zöme nem törekedett arra, hogy felsőoktatásban folytassa tanulmányait, hiszen önmagában a gimnáziumi érettségi birtokában rengeteg olyan állást/pozíciót lehetett betölteni az irodai munkáknál, amelyekhez ma már diploma alapvető előírásnak számít. Mivel a 80-as és 90-es évektől tömegessé váló gimnáziumi képzés során a munkaerőpiacon az érettséginek teljesen elveszett az előnye, ezért a gimnáziumok elsődleges feladatává vált a tanulók felkészítése a későbbi felsőoktatási felvételi vizsgákra.

## A szó eredete
A gimnázium szó a latin nyelv közvetítésével (gymnasium) a görögből (γυμνάσιον, gümnaszion) került a magyarba. A γυμνός (gümnosz) ruhátlanságot jelent („mezítelenség, csupaszság”), a végződés helyiségre utal.

## Története

### Az ókorban
A gimnázium  az ókori görögöknél az az árnyékos és szellős helyiség volt, ahol a testgyakorlást végezték. Neve onnan ered, hogy az ifjak (eféboszok) mezítelenül vagy legfeljebb könnyű trikóban végezték testgyakorlásukat. A tornát a gimnasztérek és paidiatribészek tanították a gimnaziarkosz vezetése és a szofronisztész felügyelete alatt. Később a gimnáziumokat csarnokokkal, mulató helyekkel, fürdőkkel vették körül, amelyek aztán előadásokra szolgáltak s a későbbi filozófus iskolának rendes, tehát a szellem gyakorló helyei lettek. Athénben három ilyen gimnázium (árnyékos liget) volt: az Akadémia (akadémos hérosz ligetében, ahol Platón tanított), a Lükeion (ahol Arisztotelész tanított) és a Kinzoszargész a (cinikusok iskolája). Az ásatások több gimnázium helyét és képét tárták fel, többek között Olümpiában, Hierapoliszban, Alexandriában és Efezusban.

### A 16. századtól
A 16. század második felében a gimnázium szót előszeretettel használták Németországban oly iskola elnevezésére, mely a görögök és rómaiak irodalmával való foglalkozás alapján a növendékeknek magasabb műveltséget törekedett adni. A gimnázium  mellett még a liceum és a pedagogium név is járta, jóllehet az e neveken nevezett tanintézetek szervezete a gimnázium  szervezetétől kissé eltért. Azóta Európa több államában és nálunk Magyarországon is gimnázium  a neve az olyan iskoláknak, amelynek feladata növendékeit főleg az ó-klasszikai nyelvek és irodalmak segítségével általános műveltség birtokába juttatni s őket az egyetemi tanulmányokra előkészíteni. Az ilyen tanintézet Angliában public school, vagy grammar school, Franciaországban lycée, Belgiumban Athénée nevet visel. A 16. századbeli gimnázium  a középkori kolostori és latin iskola örököse volt. A kolostori iskolák, amelyeken főleg papokat neveltek és képeztek, akárcsak a városok által alapított latin iskolák is az egyház vezetése alatt álltak, ezekben kevés kivétellel papok tanítottak mindenütt latin nyelven. Ezeknek az  iskoláknak a  tantárgyait hét szabad művészetnek nevezték, amelyeket két csoportra osztottak, a triviumra (grammatika, dialektika és retorika) és a quadrivium (aritmetika, geometria, zene és asztronómia). Bennük a skolasztika uralkodott formális szómagyarázataival mindaddig, amíg a reneszánsz újra fel nem fedezte az ókori klasszikusok műveit, és a humanisták és reformátorok új szellemet nem vittek bele.
A második világháború előtt Magyarországon a gimnázium olyan iskolafaj, amely a klasszikus nyelvek tanulmányozása és tudományos szelleme révén elméleti és tudományos pályákra, illetve felsőbb tudományos tanulmányokra készítette elő a tanulókat. A 8 osztályú magyar gimnázium a második világháború óta 4 osztályossá alakult át, alsó tagozata beolvadt az általános iskolába.

## Gimnáziumok ma Magyarországon

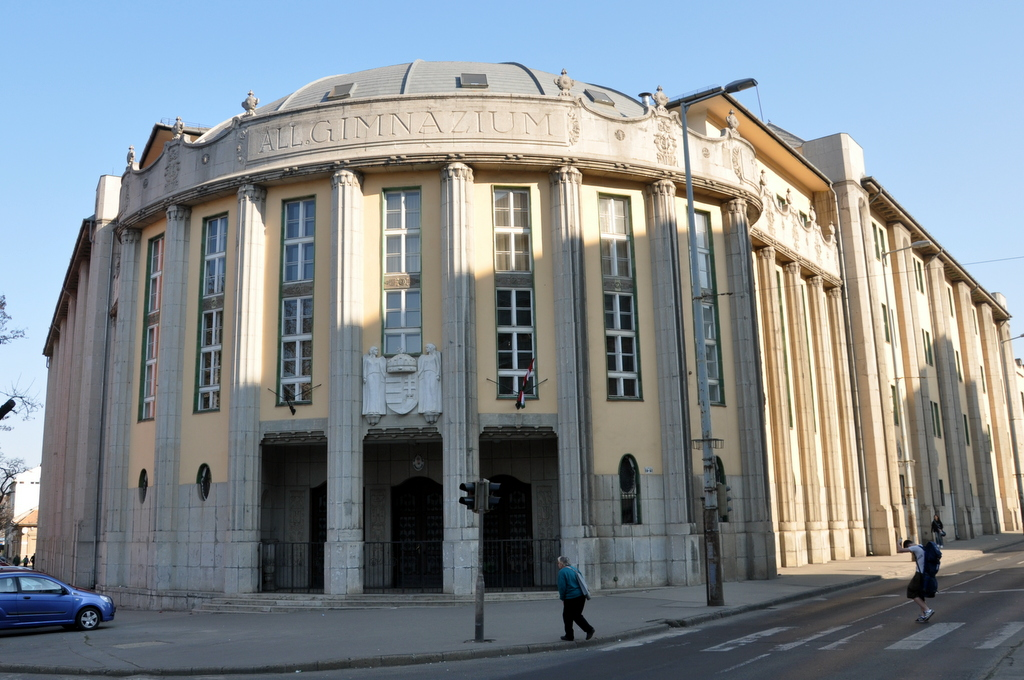
A Szent László Gimnázium Budapesten

A gimnázium ma Magyarországon a középiskolák egyik fontos típusa, ahol a tanulmányokat érettségi vizsga zárja.
Ha egy gyermek 6-7 éves korában kezd iskolába járni, akkor az általános iskolát is beleszámítva az érettségit 12 év tanulás után teszi le, tehát a középfokú tanulmányait 18-19 évesen fejezi be.
A fiatalok a gimnáziumi tanulmányaikat az általános iskola 4., 6. vagy 8. osztályának elvégzése után kezdik el. A gimnáziumok általában 4 éves képzést nyújtanak, ezeken a tanulók a tanulmányaikat 9. osztályos korukban kezdik el és 12. osztályos korukban fejezik be. Egyes gimnáziumokban léteznek 5 éves nyelvi előkészítős képzések, ahol a 4 éves képzést egy nyelvi előkészítő nulladik évfolyam előzi meg. Emellett egyes gimnáziumokban vannak nyolcévfolyamos gimnáziumi képzések, amelyeken a fiatalok 5. osztályos koruktól 12. osztályos korukig tanulnak, valamint vannak hatévfolyamos képzést nyújtó gimnáziumok is, mely képzéseken a 7. osztálytól a 12. osztályig végzik tanulmányaikat a fiatalok.